# Waterboarding

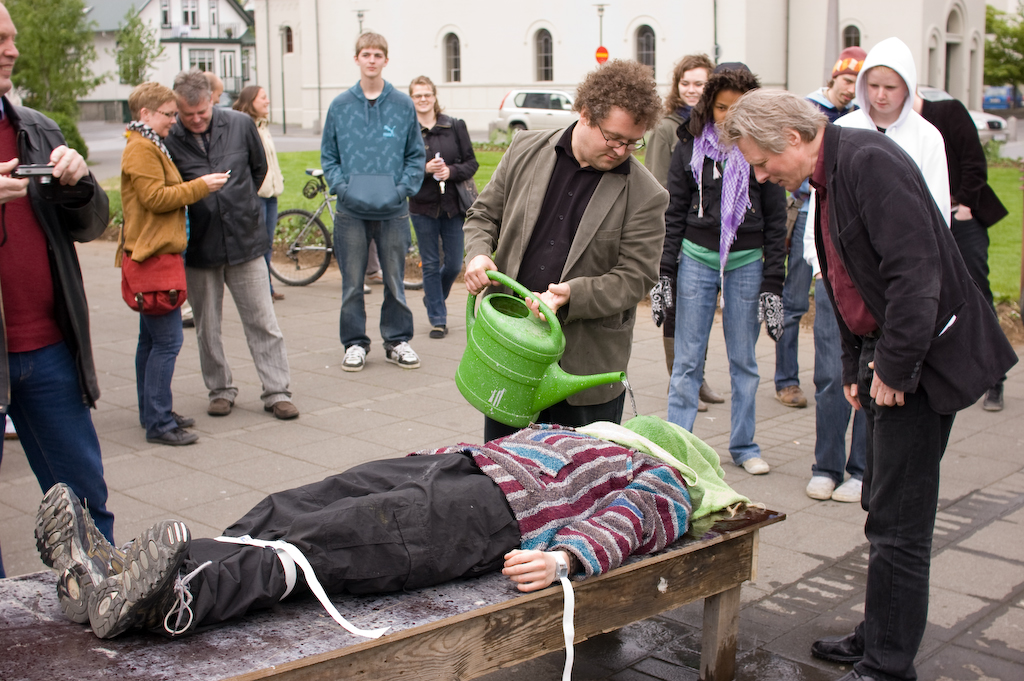
Demonstracja waterboardingu

Waterboarding – tortura polegająca na wywołaniu wrażenia tonięcia i duszenia się u ofiary. Jest ona zabroniona przez prawo międzynarodowe.
Skrępowanego więźnia przywiązuje się do ławki przechylonej pod kątem 10–20 stopni. Jego głowę umieszcza się poniżej poziomu stóp, twarz przykrywa się celofanem, mokrą lub suchą szmatą, a następnie polewa się wodą. Więzień zaczyna się dławić i kopać. Poddany tej torturze odnosi wrażenie, że tonie i dusi się. Utonięcie nie następuje dlatego, że dzięki przechylonej sylwetce woda nie spływa do płuc, pozostając cały czas w gardle, ustach i zatokach.
W zależności od sprawności przesłuchujących więzień wytrzymuje od kilku do kilkunastu sekund. U ofiar tego rodzaju tortur mogą występować zaburzenia psychiczne. Wiele osób po takim przeżyciu ma np. lęk przed prysznicem.

## Wykorzystywanie waterboardingu

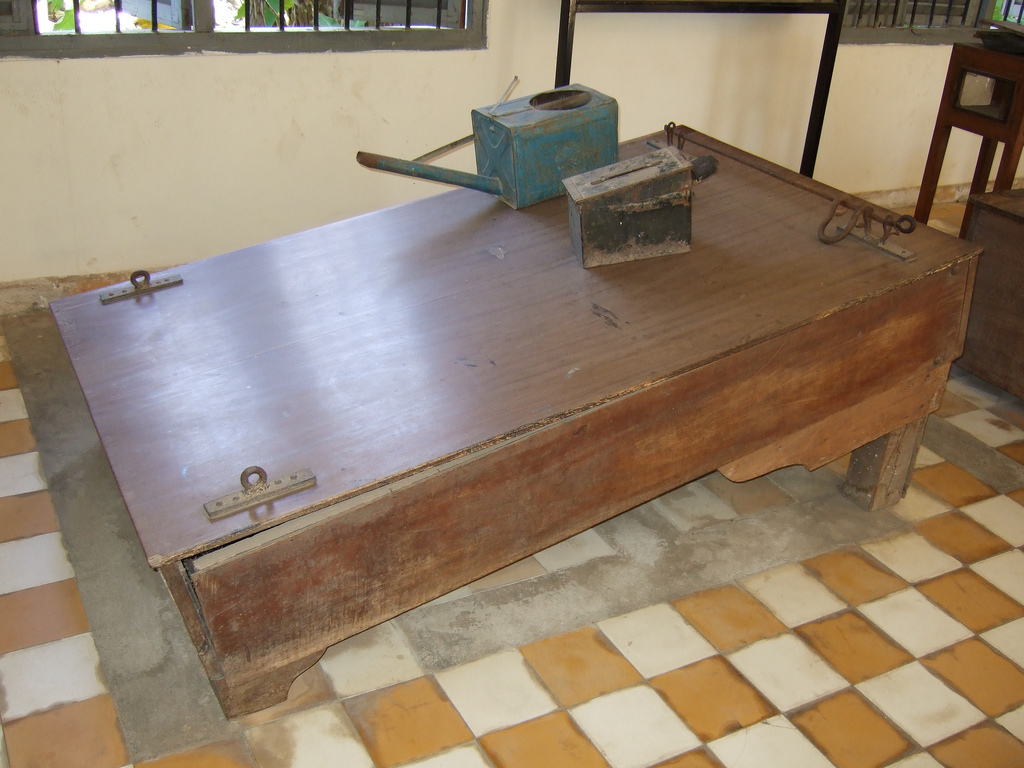
Ławka do waterboardingu

Tortury takie miały miejsce w tajnych więzieniach CIA rozsianych na całym świecie, przy przesłuchiwaniu osób podejrzanych o terroryzm lub przynależność do Al-Ka’idy. Sprawę tę ujawniła amerykańska sieć telewizyjna ABC, wywołując tym samym skandal w USA. Prasa oskarżała prezydenta George’a W. Busha o przyzwolenie na używanie tej brutalnej metody w walce z terroryzmem. Atmosferę podgrzała wypowiedź wiceprezydenta USA Dicka Cheneya, w której stwierdził, że „nie wierzy, aby maczanie w wodzie mogło być formą tortury”.
Waterboarding ma w Stanach Zjednoczonych długą historię, jednak niektóre przypadki stosowania tej metody były przykładnie karane. W czasie wojny amerykańsko-hiszpańskiej, pod koniec XIX wieku, sąd w Stanach Zjednoczonych skazał żołnierza stosującego tę torturę na 10 lat ciężkich robót. W 1968 r. w Wietnamie inny żołnierz został w ciągu miesiąca od ujawnienia jego udziału w waterboardingu osądzony przez sąd wojskowy i wydalony z armii. Amerykańscy generałowie biorący udział w wojnie uznawali waterboarding za nielegalny w obliczu prawa Stanów Zjednoczonych. George W. Bush wyjawił, że osobiście rozkazał stosowanie tej tortury wobec trzech podejrzanych. Za stosowanie odgórnie inspirowanych tortur skazano żołnierzy armii, której był naczelnym dowódcą.

## Opinie na temat waterboardingu
Amerykański dziennikarz radiowy Mancow Muller, który kwestionował waterboarding jako torturę, zaliczając ją do zaawansowanych form przesłuchań, postanowił sprawdzić jej działanie. Podczas swojej audycji radiowej z 22 maja 2009 roku poddał się waterboardingowi, wytrzymując kilka sekund. Po doświadczeniu opisał tę metodę jako „prawdziwą torturę”. Przebieg doświadczenia został sfilmowany i opublikowany. Dziennikarz i pisarz Christopher Hitchens również poddał się waterboardingowi i stwierdził, że denerwuje go teraz, kiedy czyta lub słyszy, że waterboarding symuluje topienie; według niego nie symuluje, lecz rzeczywiście jest się powoli topionym.

## Obecność w kulturze masowej
- Tortura ta została zaprezentowana w amerykańskim serialu Prison Break (w odcinku 9. trzeciej serii „Boxed In”). Panamski generał w ten sposób torturował Gretchen Morgan (graną przez Jodi Lyn O’Keefe), chcąc wymusić na niej przyznanie się do zarzutów wysuwanych przez głównego bohatera Michaela Scofielda.
- W telewizyjnym filmie Krwawy ring (Ring of Death, 2008) w ten sposób (jak i szereg innych) torturowany jest główny bohater, Burke Wyatt (grany przez Johnny’ego Messnera).
- W 20. odcinku 2. sezonu serialu Chuck pułkownik John Casey wspomina o tej metodzie „Odkąd nowa administracja zakazała nam Waterboardingu, agenci nie chcą gadać”.
- W drugim sezonie serialu Lie to me pojawia się ten rodzaj tortury (odcinek 11). Torturowana jest młoda dziewczyna.
- Wzmiankę na ten temat można również usłyszeć w piosence Paris Hilton, mającej na celu zabawny odwet za wybory prezydenckie w USA (śpiewa między innymi: „waterboarding is a torture...”).
- W filmie Jerzego Skolimowskiego Essential Killing również można ujrzeć tę metodę tortur.
- Stephen King wspomina waterboarding w powieści Pod kopułą – Dale Barbara, aresztowany pod zarzutem domniemanego czterokrotnego morderstwa jest wypytywany o stosowanie tej metody w Iraku przez Jamesa Renniego.
- Waterboarding został wykorzystany w teledysku Botox grupy My Riot, w trakcie której aktor Jarosław Boberek torturuje tą metodą lidera zespołu Glacę, oraz w teledysku Asylum zespołu Disturbed.
- Waterboarding został również przedstawiony w jednym z filmów z Denzelem Washingtonem (w filmie Tobin Frost) Safe House, kiedy to on sam zostaje poddany tej formie tortur przez ekipę specjalną CIA.
- Metoda waterboardingu została także przedstawiona w filmie Wróg nr 1 (ang. Zero Dark Thirty) podczas sceny, gdzie agenci CIA przesłuchują wspólnika Osamy bin Ladena w celu uzyskania informacji o aktualnym miejscu pobytu terrorysty.
- W grze Grand Theft Auto V Trevor poddaje pewnego mężczyznę torturom, w tym waterboardingowi, aby uzyskać informacje o lokalizacji i wyglądzie poszukiwanego Azera.
- Waterboarding pojawia się również w filmie Droga do zapomnienia.
- W serialu Quantico (sezon 2, odcinek 7) adepci szkolący się na agentów CIA poddają waterboardingowi córkę swojego nauczyciela, aby zmusić go do zeznań.
- W serialu Taboo Janes Delaney poddawany jest waterboardingowi w celu wymuszeniu zeznań dot. Amerykanów i ludzi, którzy brali udział w spisku (sezon 1, odcinek 7).